# Гутурама рудоголова
Гутура́ма рудоголова (Euphonia anneae) — вид горобцеподібних птахів родини в'юркових (Fringillidae). Мешкає в Коста-Риці, Панамі і Колумбії.

## Опис

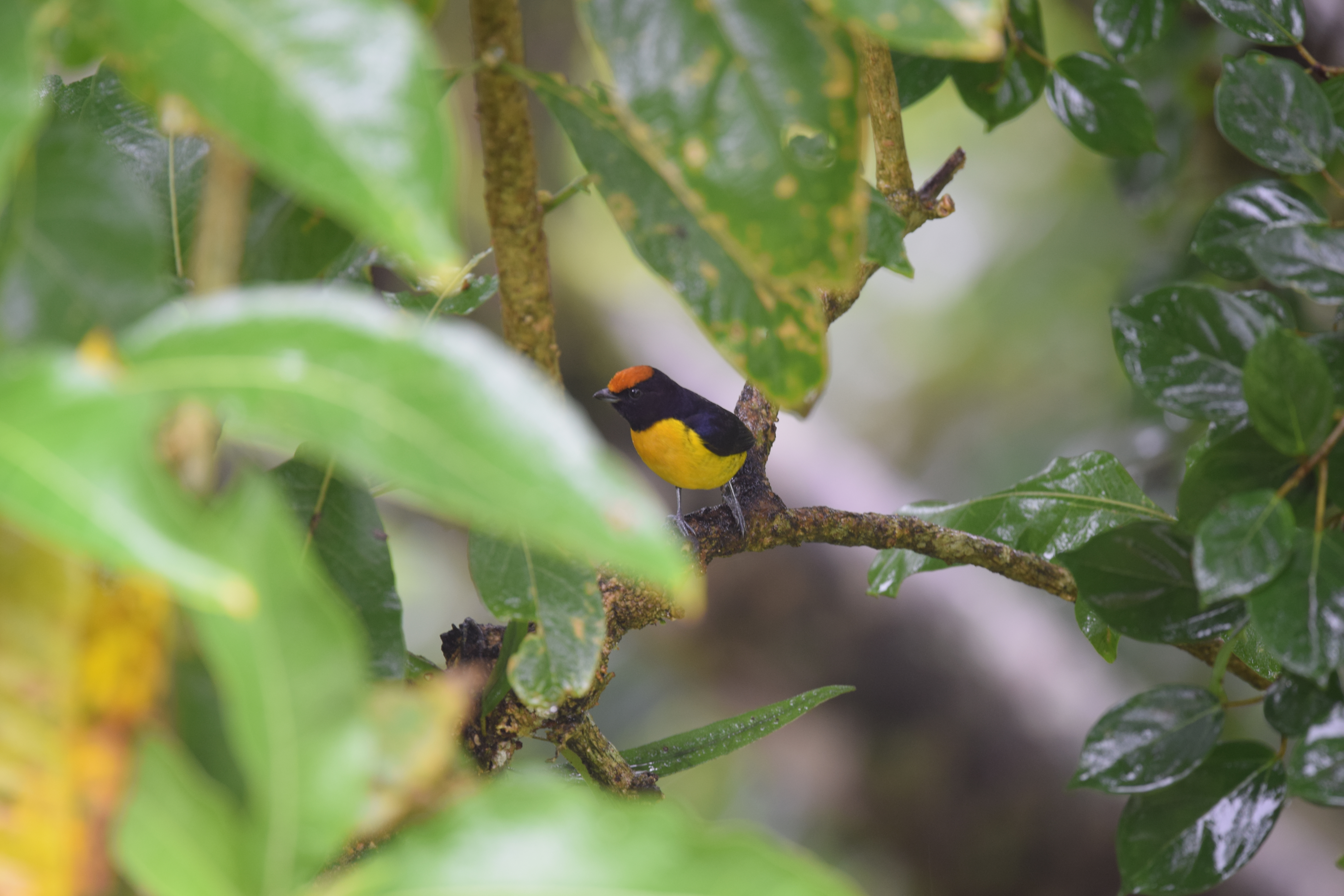
Самець рудоголової гутурами

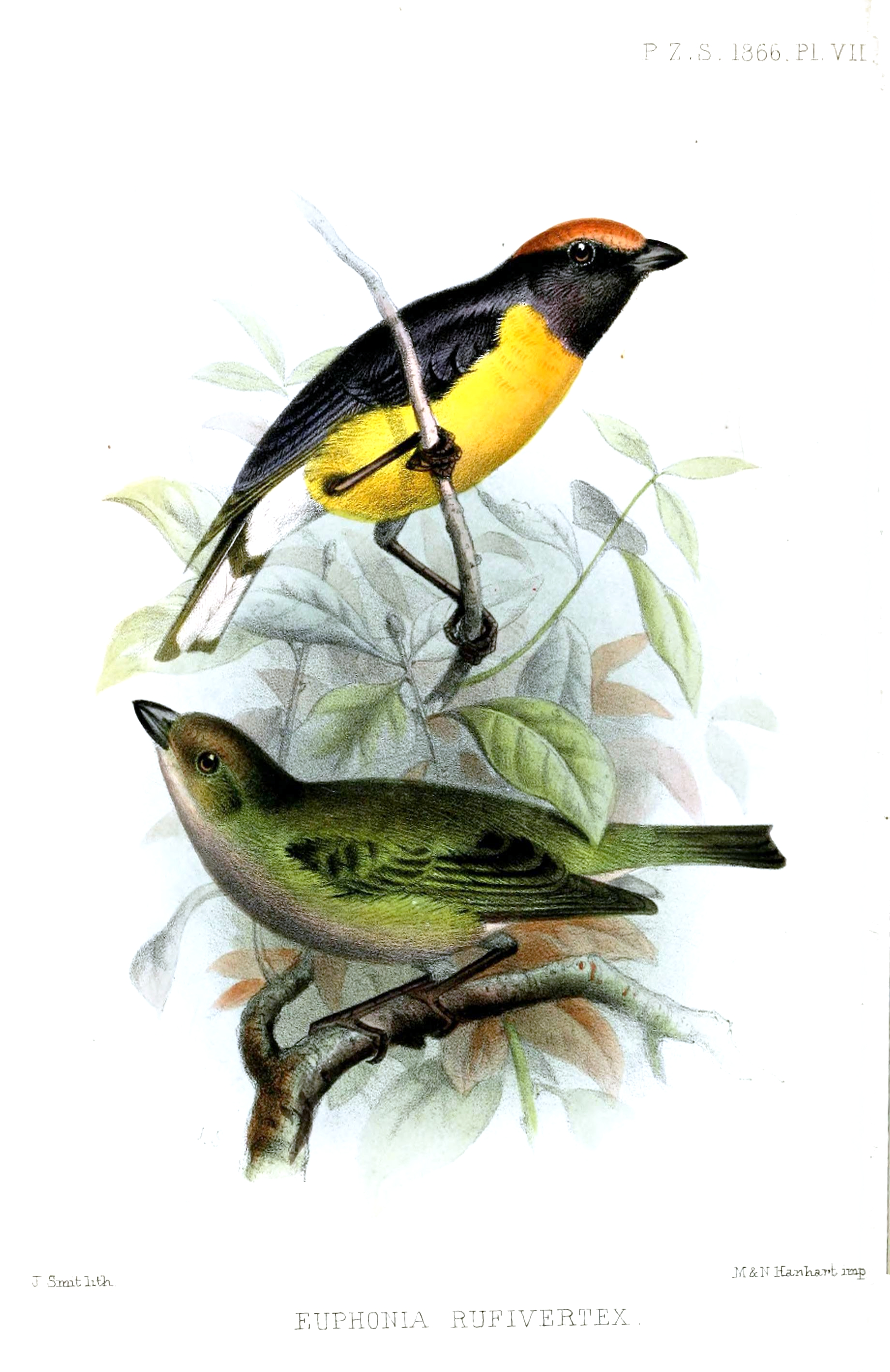
Рудоголові гутурами

Довжина птаха становить 11 см, вага 14,4-15,4 г. У самців голова, горло, спина, крила і хвіст синювато-чорні, потилиця і спина мають пурпуровий відблиск. Нижня частина тіла жовта, груди мають оранжевий відтінок, гузка білувата. На лобі і тімені рудувато-іржаста пляма. У самиць верхня частина тіла оливково-зелена, верхня частина голови рудувата, крила і хвіст чорнуваті з оливковими краями. Підборіддя жовтувато-оливкове, груди і верхня частина живоиа сіруваті, боки оливкові, живіт тьмяно-охристий. Очі темно-карі, дзьоб і лапи чорнуваті.

## Підвиди
Виділяють два підвиди:
- E. a. anneae Cassin, 1865 — північні схили гір в Коста-Риці і на крайньому заході Панами;
- E. a. rufivertex Salvin, 1866 — від західної Панами до північно-західної Колумбії (північ Чоко).

## Поширення і екологія
Рудоголові гутурами живуть у вологих рівнинних, гірських і хмарних тропічних лісах, на узліссях і галявинах. Зустрічаються поодинці або парами, на висоті від 600 до 1500 м над рівнем моря. Живляться переважно ягодами омели і плодами фікусів, а також іншими ягодами і плодами, доповнюють свій раціон дрібними комахами та іншими безхребетними. Сезон розмноження триває з березня по червень. Гніздо кулеподібне, будується самицею і самцем, розміщується на дереві. Воно складається з зовнішньої частини, сплетеної з гілочок і рослинних волокон і внутрішної, встеленої мохом, пухом або іншим м'яким матеріалом. В кладці від 2 до 5 яєць. Інкубаційний період триває приблизно 2 тижні. Пташенята покидають гніздо через 3 тижні після вилуплення, однак батьки продовжують піклуватися про них ще деякий час. Насиджує лише самиця, за пташенятами доглядають і самиці, і самці.